# Видул войвода
 Тази статия е за войводата от Кочмаларе (Отец Паисиево).  За войводата от Калофер вижте Видул Странски.  
Видул Кунчов Видулов, известен като Видул войвода, e български войвода, чичо на Васил Левски.

## Биография
Видул войвода произлиза от бунтовнически род, дейността на който се простира в повече от два века. Според изследванията на Данаил Кацев-Бурски най-ранният представител на рода е спахи Драгой (1600 – 1680). Той има син – спахи Видул (1650 – 1730), и внук – спахи Кръстил (1709 – 1741), който е обесен в Цариград. Синовете на спахи Кръстил са спахи Видул и спахи Тудур. Спахи Видул загива в Пловдив през 1758 г. Той има син – Кунчо (1757 – 1830), и внук – Видул Кунчов Видулов, известен като Видул войвода.
Видул е най-големият син на Кунчо и съпругата му Виша. Следват Руси, Тудур и Иван (бащата на Левски) и дъщерите Кула, Виша и Елка. През 1796 г. Видул бяга от родното си село Кочмаларе (дн. с. Отец Паисиево) и се заселва във Войнягово. При нахлуване в селото от кърджалии той заедно със своя дружина избива нападателите в местността Скокът. След 16 години (през 1812 г.) при сина си забягва и Кунчо Видулов заедно с Тудур, Иван и Елка заради убийството на Сабри бей от Пловдив. Руси, Кула и Виша остават в Кочмаларе. Тук във Войнягово Кунчо, който е бил овдовял, се жени повторно за войняговката Яна Искрюва, от която има син – Вълю. Видул войвода по това време събира своя дружина и обикаля по близки и далечни краища.
Счита се, че при него са хайдутували Вълко Буздрев (Вълко войвода) от Войнягово и Генчо Панов (Генчо войвода) от Хисар Кюселере (дн. с. Момина баня – квартал на гр. Хисаря), които по-късно са станали войводи. В четата на Видул участва и брат му Тудур, който е убит при Одрин през 1829 г. като участник в похода на ген. Дибич-Забалкански. През 1833 г. при сблъсък с преследващи ги потери Видул е тежко ранен и умира от раните си. Той е описван като едър, плещест мъж със сини очи, руса коса и мустаци, като сестрата на Левски, Яна, разказвала, че родителите и роднините ѝ винаги оприличавали брат ѝ с чичо им Видул.

## Памет
На Видул войвода е наречена улица в квартал „Сухата река“ в София (Карта).